# Mimoclystia sylvicultrix
Mimoclystia sylvicultrix är en fjärilsart som beskrevs av Hans Daniel Johan Wallengren 1872. Mimoclystia sylvicultrix ingår i släktet Mimoclystia och familjen mätare. Inga underarter finns listade i Catalogue of Life.